# Гуменюк Борис Борисович
Бори́с Бори́сович Гуменю́к, позивний «Кармелюк» (нар. 30 січня 1965, с. Острів Тернопільського району Тернопільської області) — український поет, прозаїк, військовик. Автор проекту «Українські книги — українським тюрмам», Координатор проекту «Інша література». Член Національної спілки письменників України (з 2006). Заступник командира добровольчого батальйону ОУН (2014 р.) Голова Української Військової Організації (2015 р.)

## Життєпис
Народився в Острові біля Тернополя. Працював на виробництві в Тернополі. Був членом НРУ, УГС, очолював виконком Тернопільського обласного товариства Меморіал.
Від 1990 р. проживає у Києві.
Був активним учасником Євромайдану. 30 листопада 2013 року був серед тих, хто зібралися на Михайлівській площі в Києві. Наступного дня серед перших був побитий «Беркутом» у Будинку письменників та згодом 19 січня і 18 лютого на вулиці Грушевського.
13 березня 2014 поставив свій підпис під «Заявою від діячів культури України до творчої спільноти світу», у зв'язку із російською агресією в Україні.
22 червня 2014 року приєднався до спецбатальйону МВС України «Азов» та відправився в зону бойових дій на схід України.
З кінця липня 2014 р. — заступник командира батальйону «ОУН», який з 12 серпня дислокується в селищі Піски поблизу Донецька.
1 серпня 2015 року на установчому з'їзді обраний Головою УВО (Українська Військова Організація).
Брав участь у відбитті широкомасштабного вторгнення Росії в Україну, зокрема в обороні Бахмута. З кінця грудня 2022 року вважається зниклим безвісти, ймовірно, потрапив у полон..

## Відзнаки
- Народна Шевченківська премія (Залізний Мамай), 2023[7]
- премія ім. Якова Гальчевського «За подвижництво у державотворенні» (2016)
- найкраща книга на військову тематику (премія "Глиняний кіт", 2016, за книгу "Блокпост")
- медаль «За жертовність і любов до України» Української православної церкви Київського патріархату (2015)
- премія «В своїй хаті своя й правда, і сила, і воля» Всеукраїнського благодійного культурно-наукового фонду імені Т. Г. Шевченка (2015)
- літературно-мистецька премія Ліги українських меценатів року імені Володимира Свідзінського та Бориса Нечерди (2014)[8]
- Золота Фортуна «Людина року 2014»
- медаль святих Кирила і Мефодія Української православної церкви Київського патріархату (2006)

## Доробок

### Книжки
- «Спосіб захисту» (К., 1993),
- «Лук'янівка» (К., 2005)[9],
- «Острів» (2007),
- «Та, що прибула з неба» (2009),
- «Вірші з війни» (2014),
- «Блокпост» (2016),
- «100 новел про війну» (2018).

### Перекладні видання
- Borys Humeniuk. Wiersze z wojny. /Z polskiego przełożyła Aneta Kamińska. - Stowarzyszenie Żywych Poetów, 2016. - 117 s. [10]